# Rauno Bies
Rauno Antero Bies (* 30. Oktober 1961 in Kuusankoski) ist ein ehemaliger finnischer Sportschütze.

## Erfolge
Rauno Bies nahm an den Olympischen Spielen 1984 in Los Angeles mit der Schnellfeuerpistole teil. Mit 591 Punkten belegte er mit dem punktgleichen Delival Nobre den dritten Rang, sodass ein Stechen über die Vergabe der Bronzemedaille entscheiden musste. Mit 146 zu 141 setzte sich Bies gegen Nobre durch und erhielt so Bronze.